# Nora Levin
Nora Levin (geboren 20. September 1916  in Philadelphia; gestorben 26. Oktober 1989) war eine US-amerikanische Historikerin des europäischen Judentums im 20. Jahrhundert. 

## Leben
Nora Levin war eine Tochter des Joseph Levin und der Bertha Landberg, sie hatte eine Schwester. Sie studierte Pädagogik an der Temple University mit einem Bachelor-Abschluss und machte einen Master in Bibliothekswissenschaften an der Drexel University. Sie arbeitete zunächst als Lehrerin an einer High School und als Bibliothekarin. Levin wurde Professorin für Geschichte am Gratz College in Philadelphia und gründete dort ein Holocaust Oral History Archiv. 
Levin forschte zu den Bundisten und zum Holocaust. Ihr Buch The holocaust : the destruction of European Jewry, 1933–1945 erhielt 1969 einen National Jewish Book Award, es hatte neun Auflagen. Levin wurde für den mangelnden wissenschaftlichen Stil in ihren Büchern kritisiert. 
Levin engagierte sich in der jüdischen Frauengewerkschaft in Philadelphia und  in der jüdischen Flüchtlingshilfe, sie war Mitglied in der National Conference of Christians and Jews.

## Schriften (Auswahl)

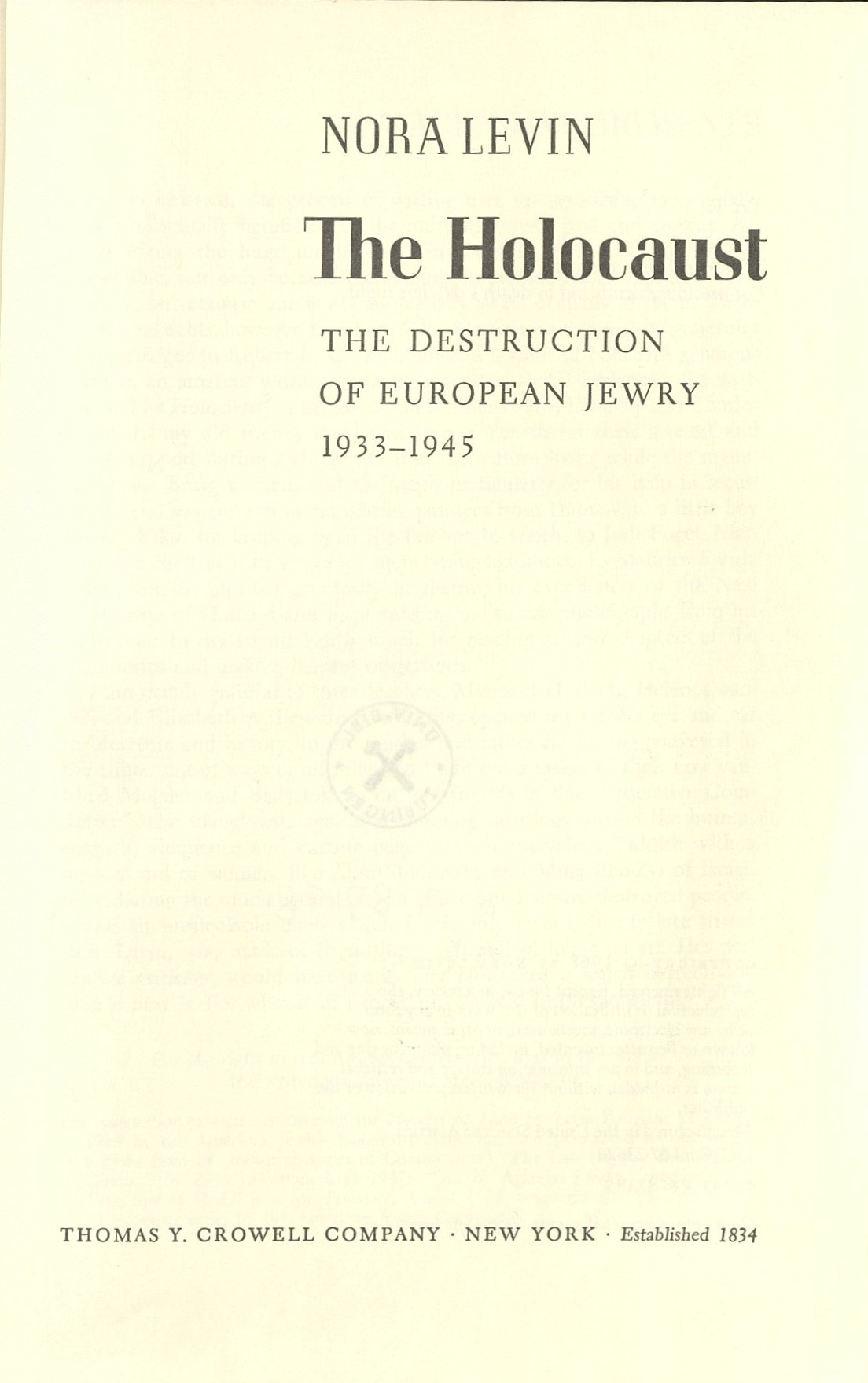
Holocaust (1968)

- The Holocaust : the destruction of European Jewry, 1933–1945. New York : Thomas Y. Crowell, 1968 (The Holocaust years, 1990)
- Jewish socialist movements, 1871–1917 : while Messiah tarried. London  Routledge & Kegan Paul, 1977
- The Jews in the Soviet Union since 1917 : paradox of survival. 2 Bände. New York : New York Univ. Press, 1988/1989
- The persistence of youth : oral testimonies of the Holocaust. From the Holocaust Oral History Archive of Gratz College. Ed. by Josey Fisher. Introduction Nora Levin. New York : Greenwood Press, 1991